# Dreimasterblumen
Dreimasterblumen (Tradescantia), auch Gottesaugen genannt, sind eine Pflanzengattung in der Familie der Commelinagewächse (Commelinaceae). Die Gattung wurde nach John Tradescant dem Jüngeren und seinem Vater John Tradescant dem Älteren benannt. Der Trivialname „Dreimasterblumen“ bezieht sich auf die dreieckige Blütenform, die der Hutform eines Dreispitz oder Dreimasters ähnelt.
Viele Tradescantia-Arten sind als Zimmerpflanzen geeignet, mit unterschiedlich gefärbten Blättern. Einige Arten vertragen lichtarme Standorte.

## Beschreibung
Es sind mehrjährige krautige Pflanzen, einige Arten sind sukkulent. Wie bei einkeimblättrigen Pflanzen üblich, sind die Blüten dreizählig. Die Blüten sind radiär. Die beiden Blütenhüllblattkreise sind deutlich verschiedengestaltig, d. h. haben Kelch- und Kronblätter. Die Blütenhüllblätter sind meist frei oder nur an der Basis ein wenig verwachsen. Sie bilden dreikammerige Kapselfrüchte mit ein bis zwei Samen pro Kammer. Bei Pflanzung in Ziergärten sollte man beachten, dass sich einige Arten unkrautartig vermehren und es sehr schwierig ist, diese Gewächse zu kontrollieren.

## Verbreitung und Systematik
Ihre ursprüngliche Heimat ist die Neotropis. Manche Arten verwildern als Neophyten.
Die Erstbeschreibung durch Carl von Linné in Species Plantarum wurde 1753 veröffentlicht.
Synonyme der Gattung sind Campelia Rich. (1808), Zebrina Schnizl. (1849), Rhoeo Hance (1852), Treleasea Rose (1899, nom. illeg. ICBN-Artikel 53.1) und Setcreasea K.Schum. & Syd. (1901).
In diesem Umfang ist die Gattung Tradescantia monophyletisch.
Die Gattung Tradescantia umfasst die folgenden Arten und Varietäten:
- Tradescantia ambigua Mart. ex Schult. & Schult.f.

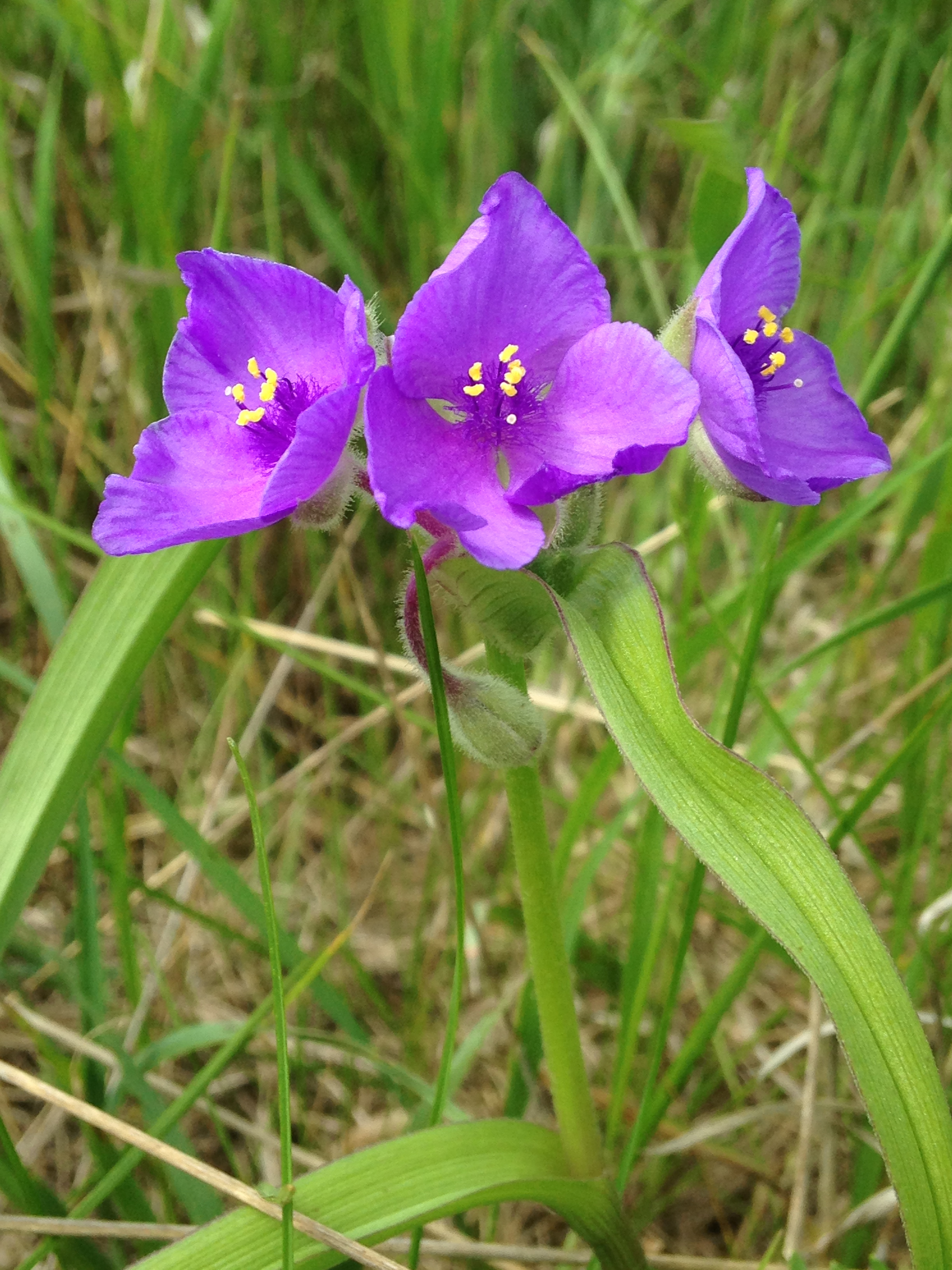
Tradescantia bracteata

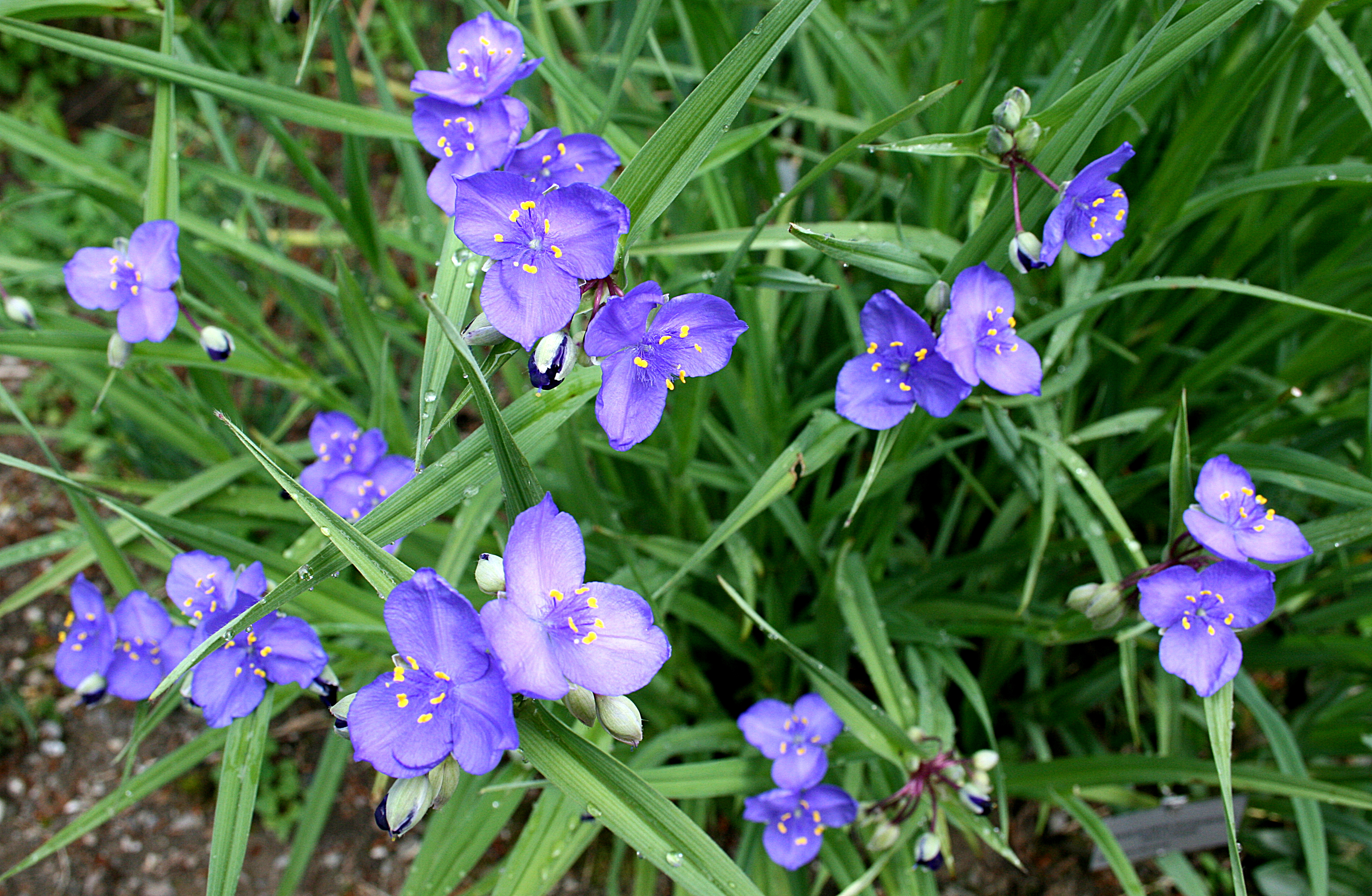
Tradescantia occidentalis

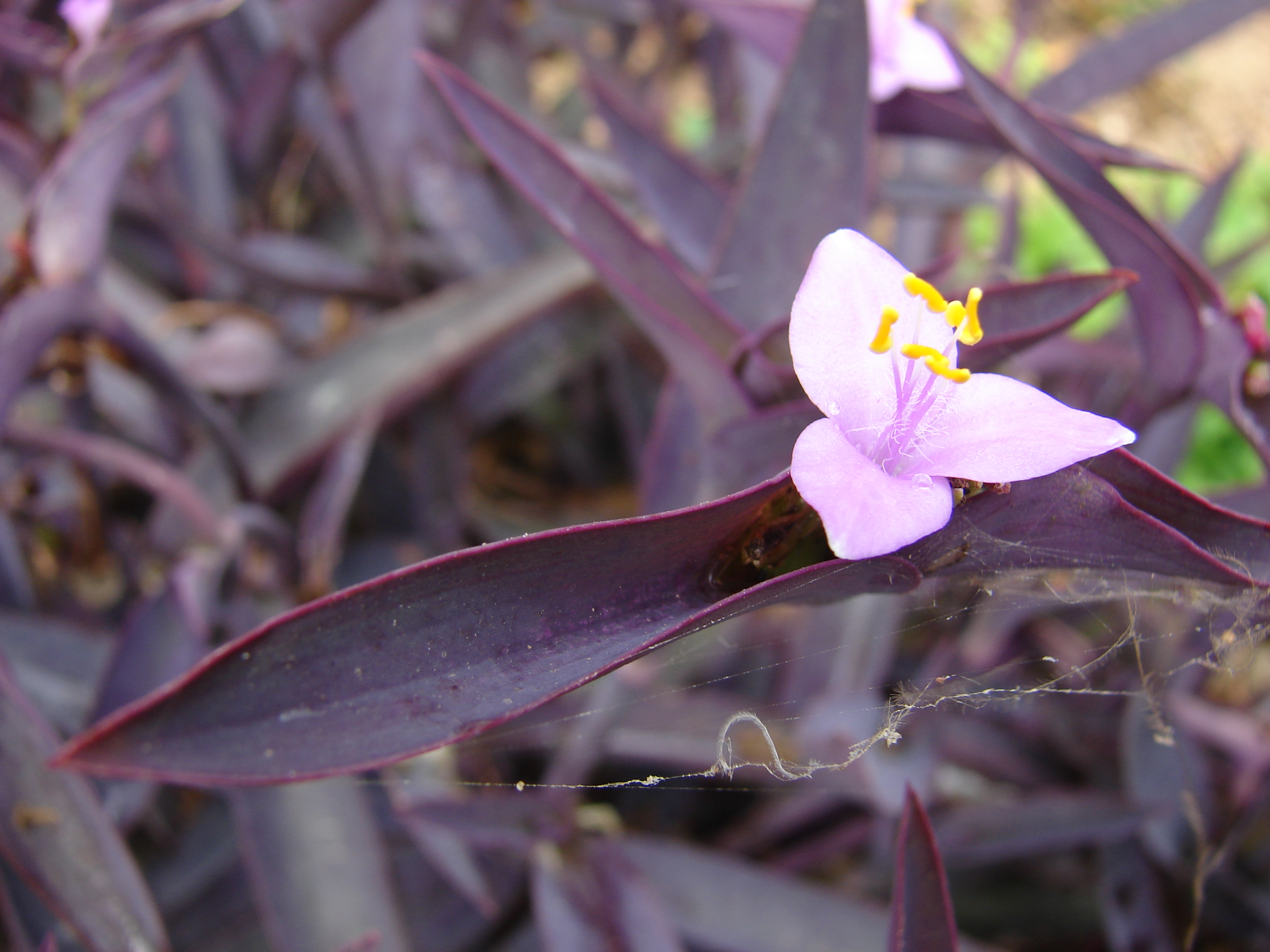
Mexikanische Dreimasterblume (Tradescantia pallida)

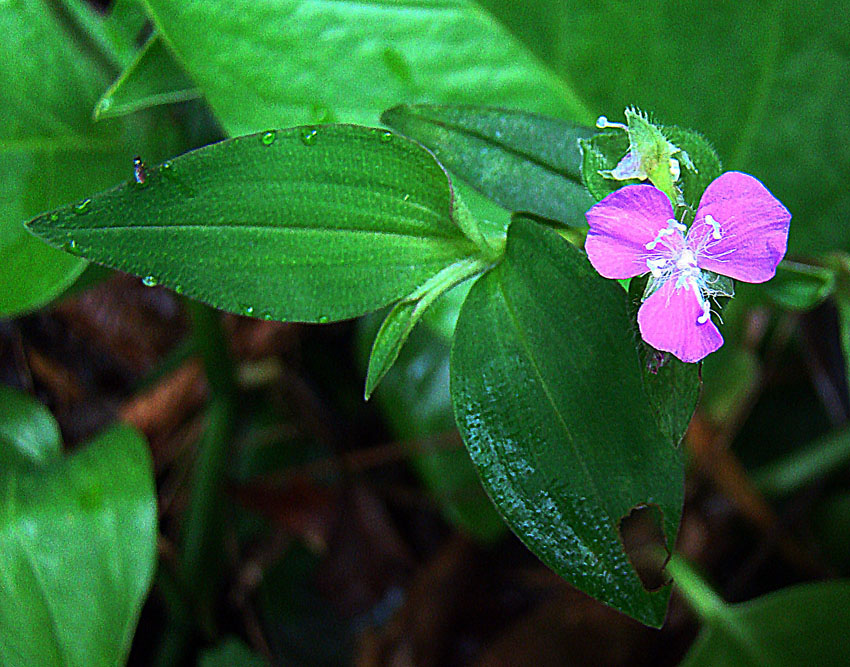
Tradescantia poelliae

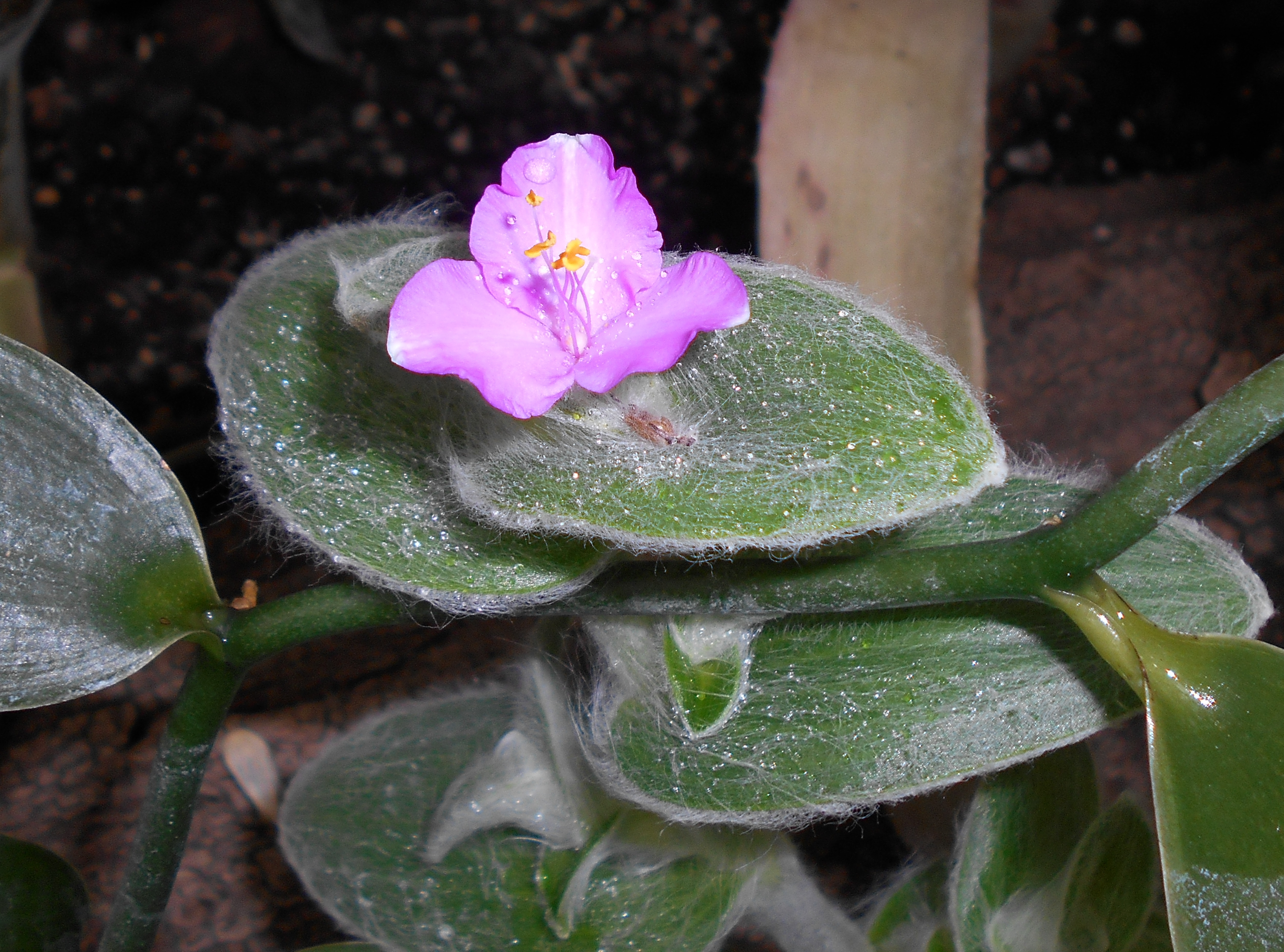
Tradescantia sillamontana

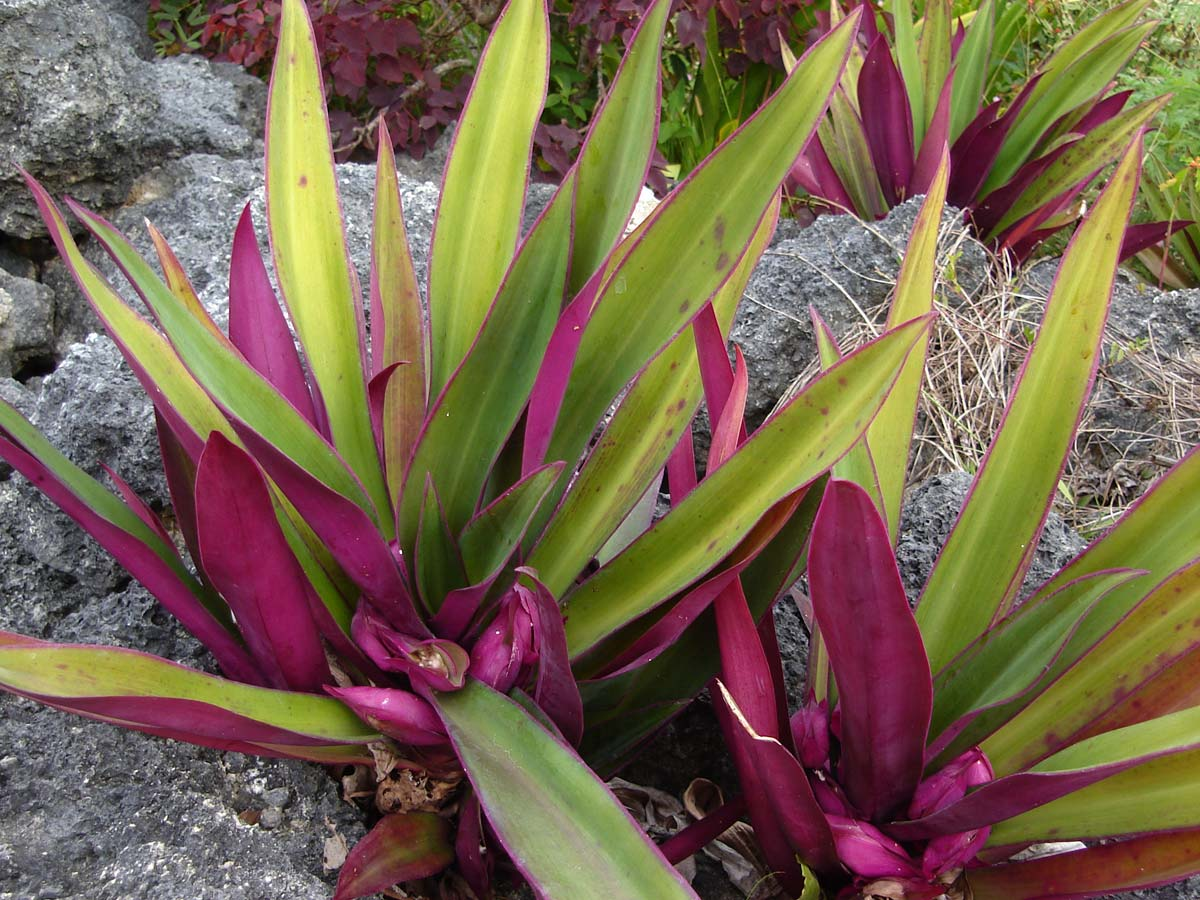
Purpurblättrige Dreimasterblume (Tradescantia spathacea)

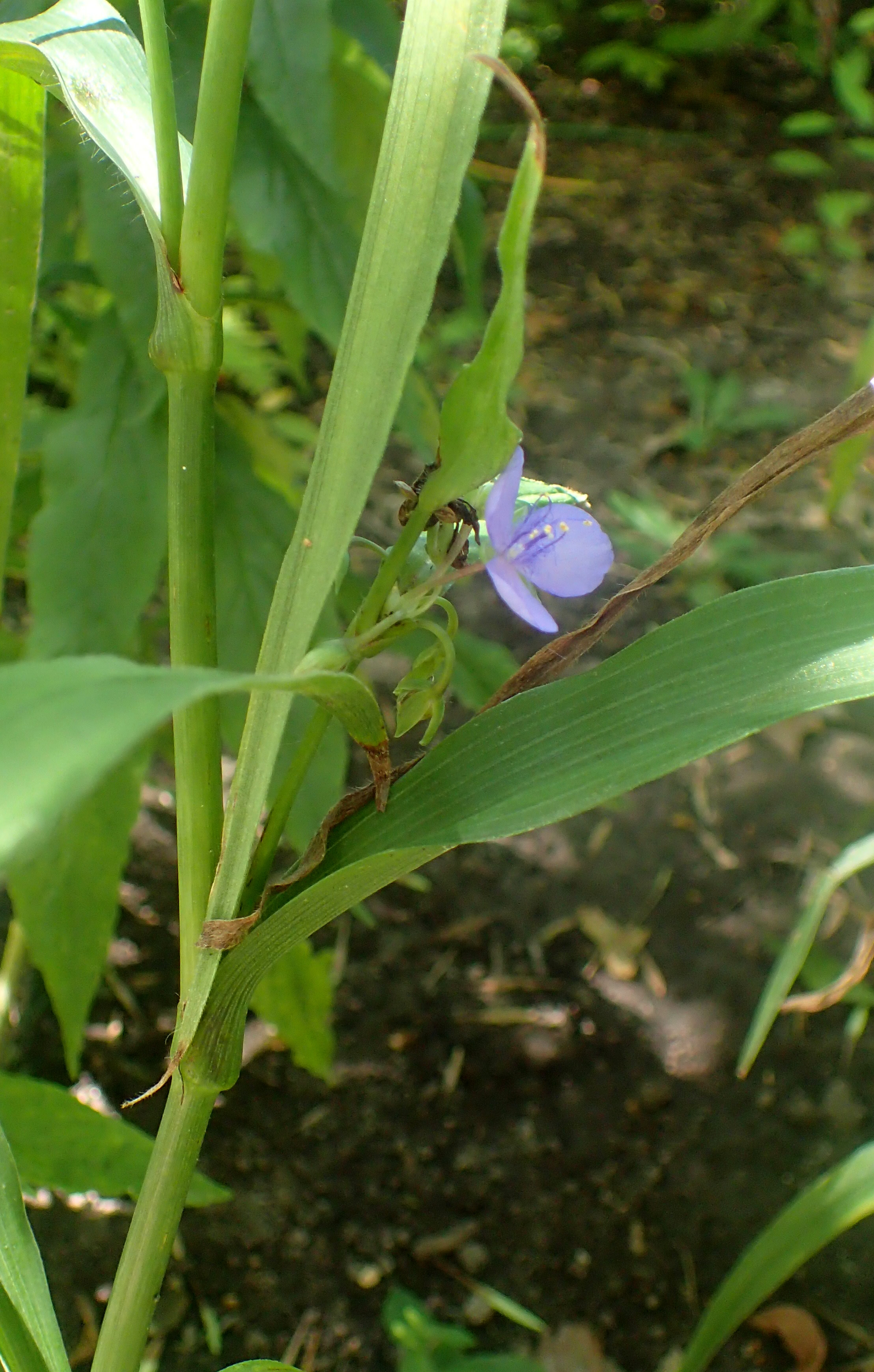
Tradescantia subaspera

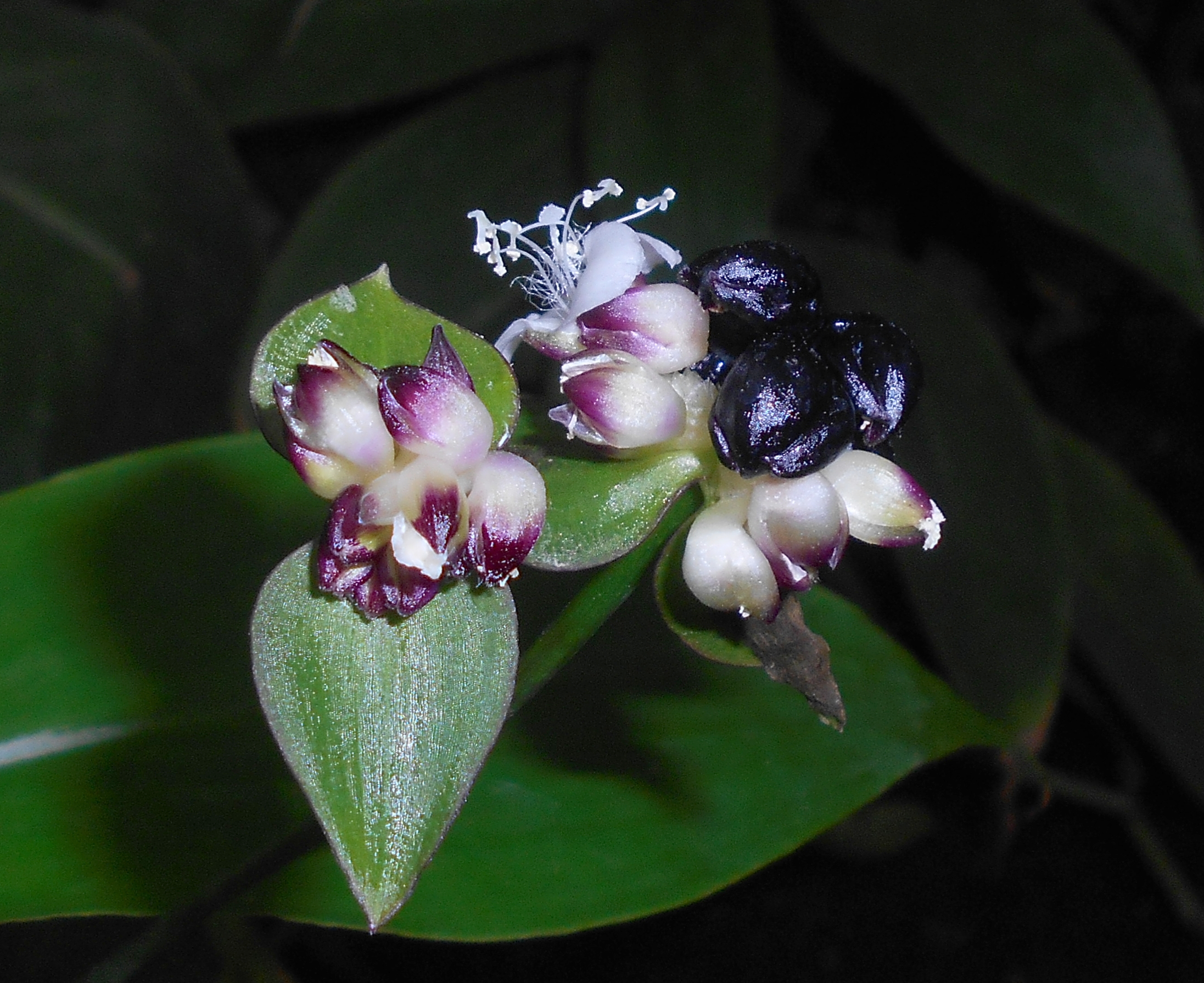
Tradescantia zanonia

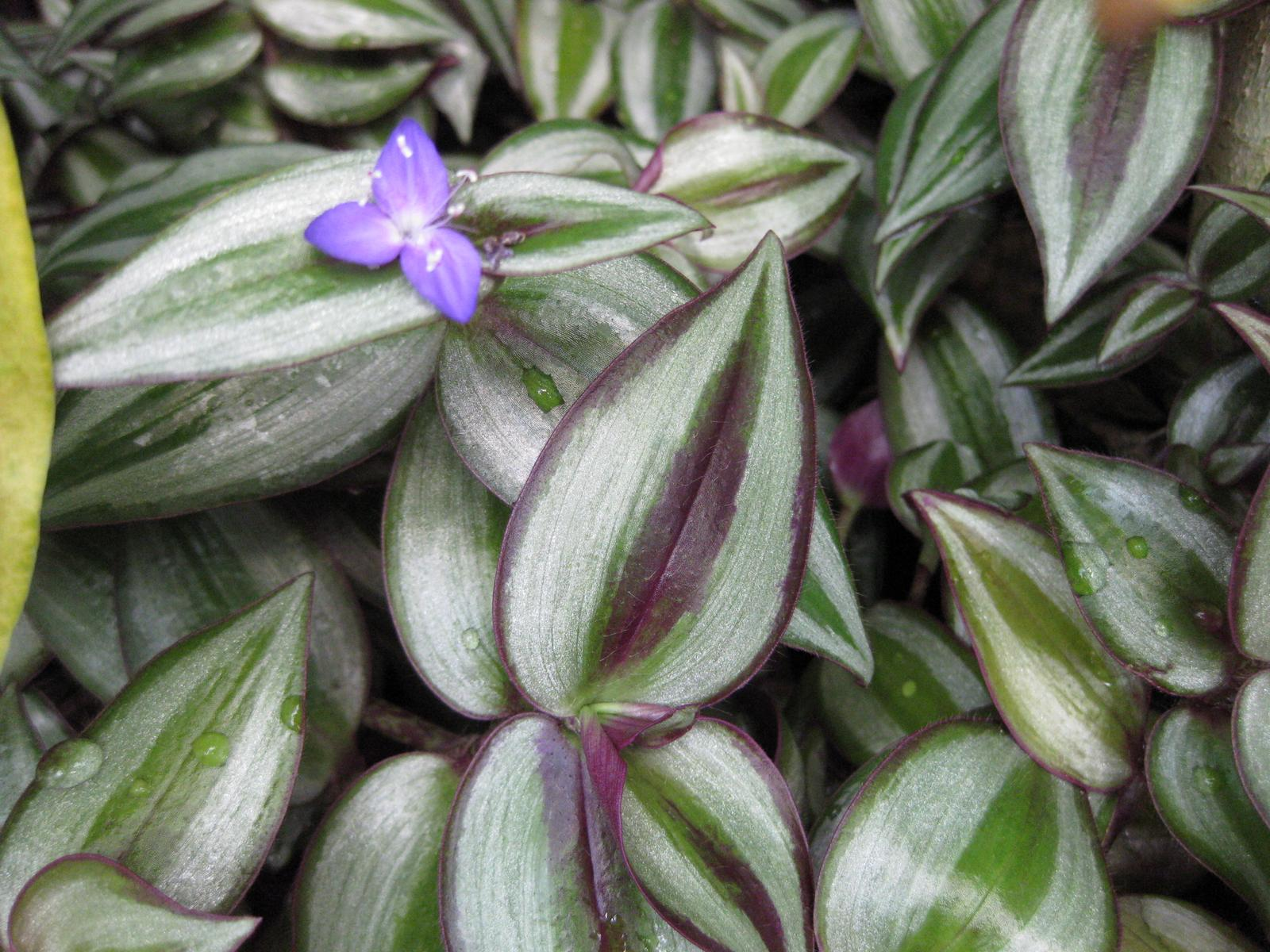
Zebra-Ampelkraut (Tradescantia zebrina)

- Tradescantia andrieuxii C.B.Clarke
- Tradescantia atlantica M.Pell.: Sie wurde 2018 aus dem südöstlichen Brasilien erstbeschrieben.[4]
- Tradescantia boliviana (Hassk.) J.R.Grant
- Tradescantia bracteata Small ex Britton
- Tradescantia brevifolia (Torr.) Rose
- Tradescantia buckleyi (I.M.Johnst.) D.R.Hunt
- Tradescantia burchii D.R.Hunt
- Tradescantia catharinensis Hassemer & Funez: Sie wurde 2020 aus Brasilien erstbeschrieben.[4]
- Tradescantia cerinthoides Kunth
- Tradescantia chrysophylla M.Pell.
- Tradescantia cirrifera Mart.
- Tradescantia commelinoides Schult. & Schult.f.
- Tradescantia crassifolia Cav.
  - Tradescantia crassifolia var. crassifolia
  - Tradescantia crassifolia var. acaulis (M.Martens & Galeotti) C.B.Clarke
- Tradescantia crassula Link & Otto
- Tradescantia cymbispatha C.B.Clarke
- Tradescantia deficiens Brandegee
- Tradescantia edwardsiana Tharp
- Tradescantia ernestiana E.S.Anderson & Woodson
- Tradescantia exaltata D.R.Hunt
- Rio-Dreimasterblume (Tradescantia fluminensis Vell.)
- Tradescantia gentryi D.R.Hunt
- Tradescantia gigantea Rose
- Tradescantia gracillima Standl.
- Tradescantia grantii Faden
- Tradescantia guiengolensis Matuda
- Tradescantia gypsophila B.L.Turner
- Tradescantia hertweckiae M.Pell.: Sie wurde 2018 aus Brasilien erstbeschrieben.[4]
- Tradescantia hirsuticaulis Small
- Tradescantia hirsutiflora Bush
- Tradescantia hirta D.R.Hunt
- Tradescantia huehueteca (Standl. & Steyerm.) D.R.Hunt
- Tradescantia humilis Rose
- Tradescantia insularis Hassemer & Funez: Sie wurde 2020 aus Brasilien erstbeschrieben.[4]
- Tradescantia leiandra Torr.
- Tradescantia llamasii Matuda
- Tradescantia longipes E.S.Anderson & Woodson
- Tradescantia masonii Matuda
- Tradescantia maysillesii Matuda
- Tradescantia mcvaughii D.R.Hunt
- Tradescantia mirandae Matuda
- Tradescantia mixtecana Hern.-Cárdenas, López-Ferr. & Espejo: Sie wurde 2022 aus dem nordwestlichen Oaxaca erstbeschrieben.[4]
- Tradescantia monosperma Brandegee
- Tradescantia multibracteata Ferrarese, Büneker & Canto-Dorow
- Tradescantia mundula Kunth
- Tradescantia murilloae Zamudio, Espejo, López-Ferr. & Ceja
- Tradescantia nuevoleonensis Matuda
- Tradescantia occidentalis (Britton) Smyth
  - Tradescantia occidentalis var. occidentalis
  - Tradescantia occidentalis var. melanthera MacRoberts
  - Tradescantia occidentalis var. scopulorum (Rose) E.S.Anderson & Woods.
- Tradescantia ohiensis Raf.
- Tradescantia orchidophylla Rose & Hemsl.
- Tradescantia ozarkana E.S.Anderson & Woodson
- Mexikanische Dreimasterblume (Tradescantia pallida (Rose) D.R.Hunt)
- Tradescantia pedicellata Celarier
- Tradescantia peninsularis Brandegee
- Tradescantia petiolaris M.E.Jones
- Tradescantia petricola J.R.Grant
- Tradescantia pinetorum Greene
- Tradescantia plusiantha Standl.
- Tradescantia poelliae D.R.Hunt
- Tradescantia praetermissa M.Pell.
- Tradescantia pygmaea D.R.Hunt
- Tradescantia reverchonii Bush
- Tradescantia roseolens Small
- Tradescantia rozynskii Matuda
- Tradescantia schippii D.R.Hunt
- Tradescantia schwirkowskiana Funez, Hassemer & J.P.R.Ferreira: Sie wurde 2016 aus Brasilien erstbeschrieben.[4]
- Tradescantia serrana Hassemer & Funez: Sie wurde 2017 aus Brasilien erstbeschrieben.[4]
- Tradescantia seubertiana M.Pell.
- Tradescantia sillamontana Matuda
- Tradescantia soconuscana Matuda
- Purpurblättrige Dreimasterblume (Tradescantia spathacea Sw.)
- Tradescantia standleyi Steyerm.
- Tradescantia stenophylla Brandegee
- Tradescantia subacaulis Bush
- Tradescantia subaspera Ker Gawl.
  - Tradescantia subaspera var. subaspera
  - Tradescantia subaspera var. montana (Shuttlew. ex Small & Vail) E.S.Anderson & Woods.
- Tradescantia tenella Kunth (Syn.: Tradescantia anagallidea Seub.): Sie kommt in Brasilien und in Argentinien vor.[4]
- Tradescantia tepoxtlana Matuda
- Tradescantia tharpii E.S.Anderson & Woodson
- Tradescantia tucumanensis M.Pell.: Die 2018 erstbeschriebene Art kommt in Bolivien, Paraguay und im nordöstlichen Argentinien vor.[4]
- Tradescantia umbraculifera Hand.-Mazz.
- Tradescantia valida G.Brückn.
- Tradescantia velutina Kunth & C.D.Bouché
- Tradescantia virginiana L.
- Tradescantia wrightii Rose & Bush
- Tradescantia zanonia (L.) Sw.
- Zebra-Ampelkraut (Tradescantia zebrina Bosse)